# 詹巴蒂斯塔·维柯
詹巴蒂斯塔·维柯（義大利語：Giambattista Vico）（1668年6月23日—1744年1月23日），原名乔瓦尼·巴蒂斯塔·维柯（義大利語：Giovanni Battista Vico），意大利启蒙运动时期的政治哲学家、修辞学家、历史学家和法学家，反启蒙思潮的代表人物，被誉为“人文主义之父”、“历史哲学之父”或“文化哲学之父”。他为古老风俗辩护，批判了现代理性主义，并以巨著《新科学》闻名于世。英国思想家以赛亚·伯林称赞他为“人类观念史上最大胆的创新者之一”

## 生平
他批評現代理性主義的擴張和發展，是古典時代的擁護者。維柯最出名的是他的巨作《新科學》（Scienza Nuova，1725）。 維柯是系統思想和複雜思想的前身，反對笛卡爾分析和其他類型的還原主義，並被認為是社會科學和符號學的基本方面的第一次闡述。作為一名知識分子，詹巴蒂斯塔·维柯被認為是開啟了現代哲學的歷史領域，雖然術語哲學哲學不在他的文本中，他說的是“哲學敘述的哲學史”。雖然不是歷史主義者，但對維科的興趣通常是由歷史學家驅動的，如以賽亞·伯林和海登·怀特。此外，詹巴蒂斯塔·维柯也以拉丁語的格言（Verum esse ipsum factum）（“真正的本身就是事實”和“真正的本身是做的”）而聞名，這個命題是建構主義認識論的早期實例。[5]

## 版本

### 原著校勘版
- Fausto Nicolini 编，Opere，1914—40
- Manuela Sanna、Vincenzo Vitiello 编，La scienza nuova - Le tre edizioni del 1725, 1730, 1744, 2012